# Farní sbor Českobratrské církve evangelické v Chodově u Karlových Varů
Farní sbor Českobratrské církve evangelické v Chodově u Karlových Varů je sborem Českobratrské církve evangelické v Chodově. Sbor spadá pod Západočeský seniorát.
Sbor byl založen roku 1950. Patří mu bývalý německý evangelický kostel, vystavěný v letech 1906–1907.
V roce 2016 byla ve sboru ustavena správní komise, předsedou byl David Braha; následujícího roku ukončila svou činnost. Farářem sboru je Martin T. Zikmund, kurátorem Jan Nedvěd.

## Faráři sboru
- Pavel Kyprý (1950–1953)
- Vladimír Šimáně (1955–1970)
- Ctirad Novák (1956–1960)
- Alfréd Kocáb (1960–1969)
- František Němec (1969–1980)
- Radek Matuška (1999–2017)